# 御成橋 (狩野川)

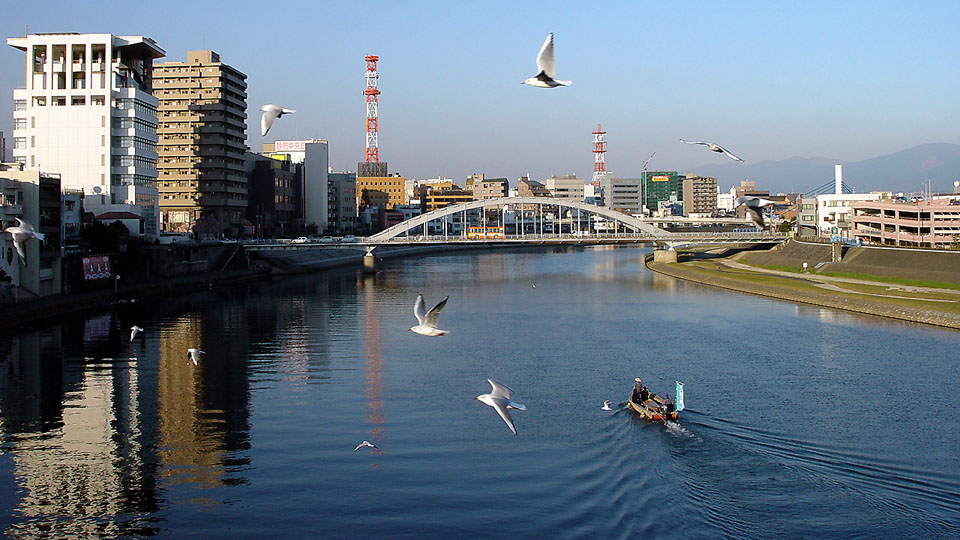
御成橋と市街地。右下に我入道の渡しの舟。

御成橋（おなりばし）は、静岡県沼津市の狩野川に架かる橋。当市のシンボルの1つとして親しまれている。

## 歴史
- 1876年（明治9年）、前身となる木製の「港橋（湊橋とも）」が開通[1]。これは狩野川に初めて架けられた橋であった[1]。港橋は明治33年頃まで民間人が管理し、通行料が取られていた[2]。

- 1912年（明治45年）7月28日、県東部で初の鉄橋として初代御成橋が竣工[3][4]。構造はカメルバック・トラス式だった。沼津御用邸に向かう皇族がその橋を渡って御用邸に向かうために「御成」と名付けられた[4]。開通式典は明治天皇の崩御直前だったため中止された[4]。

- 1937年（昭和12年）、交通量の増加や河川改修に伴い、当時の約35万円を投じ、現在の二代目御成橋が下路バランスドソリッドリブタイドアーチ橋として完成[2]。

- 1938年（昭和13年）、来日したナチス・ドイツの青少年組織ヒトラー・ユーゲントが御成橋を渡る[4]。

- 1945年（昭和20年）4月、太平洋戦争（大東亜戦争）中の空襲で支柱に凹みが残る（同年7月17日の沼津大空襲ではない）[2]。
- 2018年（平成30年） 土木学会により平成30年度選奨土木遺産に選出[5]。